# Kubai forradalom
A kubai forradalom a Fidel Castro által vezetett Július 26. Mozgalom fegyveres felkelése volt a Fulgencio Batista által vezetett diktatúra ellen. A forradalom kezdetét 1953. július 26-ára teszik, és 1959. január 1-jén Batista távozásával ért véget. A diktátor helyét a Castro által vezetett forradalmi kormány vette át, amely később kommunista irányvonalat vett fel, a Mozgalom pedig 1965 októberében a Kubai Kommunista Párt lett.

## A forradalom korai évei (1953 - 1956)
A kubai forradalom kezdetét Fidel Castro felfegyverzett harcosainak támadása jelezte a Santiagóban található Moncada laktanya és a Bayamo ellen 1953. július 26-án. Mindkét támadás sikertelennek bizonyult, a felkelők nem tudták elfoglalni a laktanyákat. A harcok során kilenc támadó halt meg (legalábbis Castro ezt írta önéletrajzában), míg a támadás követő megtorlás során a Batista-rezsim 56 elfogott felkelőt végzett ki. A holtak között volt Abel Santamaría, a Moncada laktanyát támadó felkelők parancsnokhelyettese, akit még a támadás napján elfogtak, megkínoztak és végül kivégeztek. A túlélők többségét, köztük Fidelt és testvérét, Raúl Castrót a Batista-erők elfogták. Fidel Castrót egy politikai tárgyaláson ítélték el, zárómozzanatként Fidel négy órás védőbeszédet mondott, amelyet így zárt le: "Ítéljenek el, ez mit se számít, a történelem fel fog menteni!" (spanyolul: "La historia me absolverá") A per végén Fidelt 15 év börtönre ítélték, amelyet a Presidio Modelo börtönben kellett volna letöltenie, öccsét Raúlt pedig 13 évre ítélték el.
Azonban 1955-ben külföldi politikai nyomás hatására a Batista-rezsim az összes politikai foglyot kénytelen volt szabadon engedni, beleértve a Moncada laktanya elleni támadást végrehajtó felkelőket is. Batistát részben Fidel gyermekkori jezsuita tanárai beszélték rá, hogy a Castro fivéreket is engedje szabadon.
Kiszabadulásuk után a Castro testvérek más kubai menekültekkel együtt Mexikóba mentek, hogy ott készítsék elő a Batista ellen indítandó forradalmat. Kiképzésüket részben Alberto Bayo végezte, aki a spanyol polgárháború során a köztársaságiak oldalán harcolt. 1955 júniusában Fidel találkozott az argentin származású forradalmárral, Ernesto Che Guevarával, aki csatlakozott a kubai forradalmárokhoz. A felkelők ekkor vették fel a Július 26. Mozgalom nevet (spanyolul: Movimiento 26 de Julio, rövidítve M-26-7) a Moncada laktanya elleni sikertelen támadás emlékére.

## Gerillaharcok (1956 - 1958)

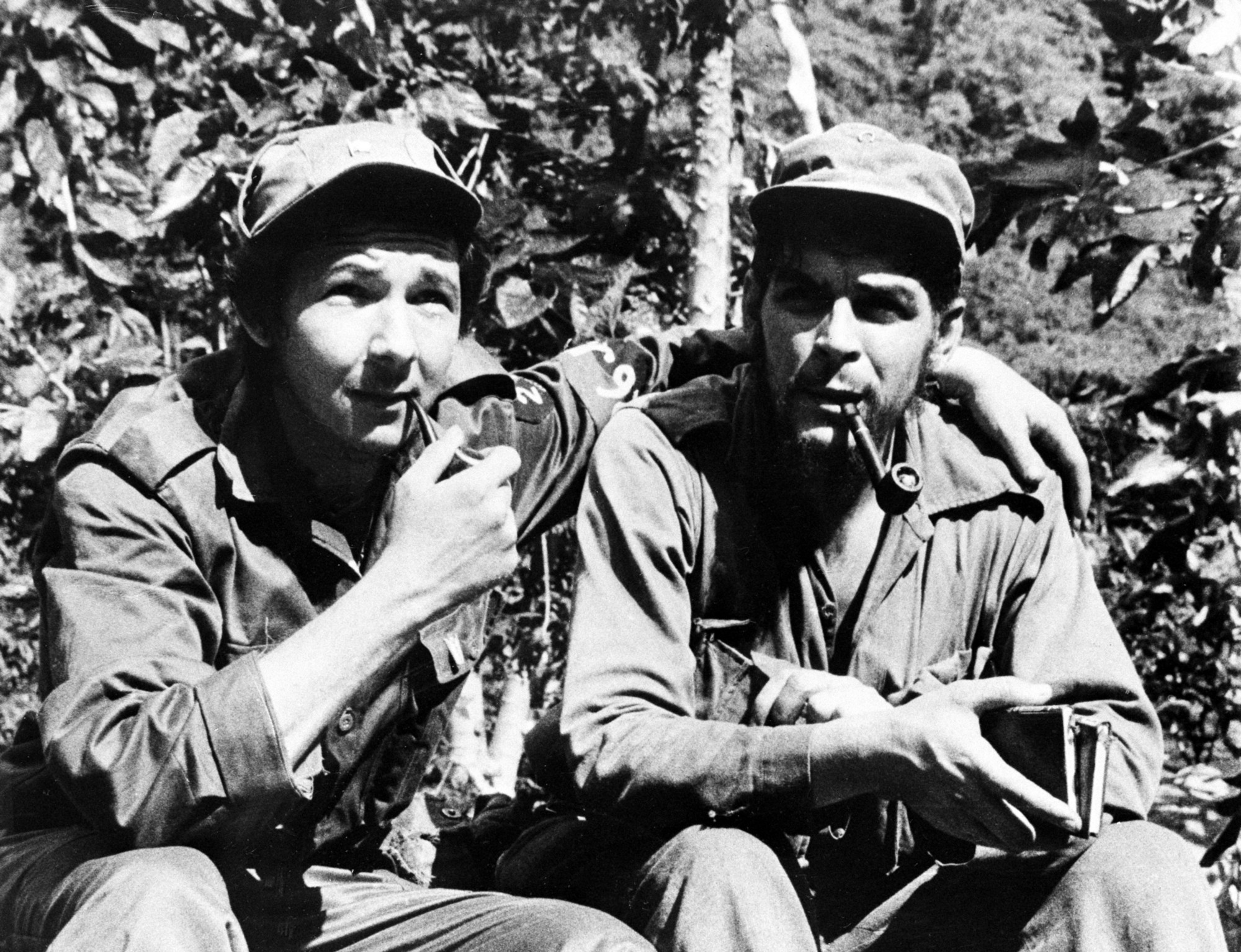
Raúl Castro és Che Guevara 1958-ban, a Sierra de Cristal hegyekben található bázisukon

Fidel és 80 társa 1956. december 2-án érkeztek meg a Granma nevű jachton Kuba partjaihoz. A Playa Las Coloradas nevű partszakaszon szálltak partra, Niquero helység közelében. A felkelők a tervezettnél két nappal később érkeztek meg, mert a hajó túl volt terhelve. Ez lehetetlenné tette, hogy összehangolják támadásukat a Mozgalom llano szárnyával. Miután partra szállították felszerelésüket, a felkelők a Sierra Maestra felé vették az irányt, ez a hegylánc Kuba délkeleti részén található. Három nappal később a Batista-hadsereg megtámadta a felkelők menetoszlopát és többségüket megölte - a pontos szám vitatott, de valószínűleg nem több, mint 20 fő élte túl a támadást és menekült be a hegyek közé. A túlélők között volt Fidel és Raúl Castro, Che Guevara és Camilo Cienfuegos. A támadás azonban szétszórta őket és a hegyek között egyedül vagy kis csoportokban kóborolva keresték egymást. A felkelőkkel szimpatizáló földművesek segítségével a túlélők végül találkoztak és végül belőlük alakult ki a forradalom győzelmét kivívó hadsereg magja. Fidel társai között volt Celia Sanchez és Haydee Santamaria (Abel Santamaria nővére) is.

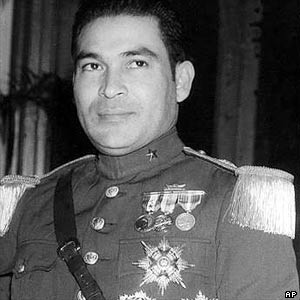
Fulgencio Batista kubai elnök 1952-ben

1957. március 13-án egy másik forradalmi csoport, az antikommunista és leginkább diákokból álló Forradalmi Direktórium (Directorio Revolucionario) megtámadta az elnöki palotát Havannában. A diákok célja Batista meggyilkolása és ezzel a rezsim megbuktatása volt, de csúfos kudarcot vallottak. A DR vezetője, Jose Antonio Echeverria a Batista-erőkkel vívott tűzharcban vesztette életét a rádióállomásnál, ahonnan Batista halálhírét akarták szétkürtölni. A túlélők között volt Dr. Humberto Castello, Rolando Cubela és Faure Chomon (akik később a Március 13. Mozgalom parancsnokai lettek a Las Villas tartományban található Escambray hegységben).
A támadást követően az Egyesült Államok gazdasági szankciókkal sújtotta a Batista-kormányt és visszahívta a havannai amerikai nagykövetet, ami tovább gyengítette a kormány pozícióját. Batista népszerűsége és támogatottsága is gyengülni kezdett, korábbi támogatói vagy beálltak a forradalmárok közé vagy pedig elhatárolták magukat a rezsimtől. A kormány szilárd támogatóinak számítottak azonban a helyi bűnözői csoportok, a maffia és az amerikai üzletemberek.

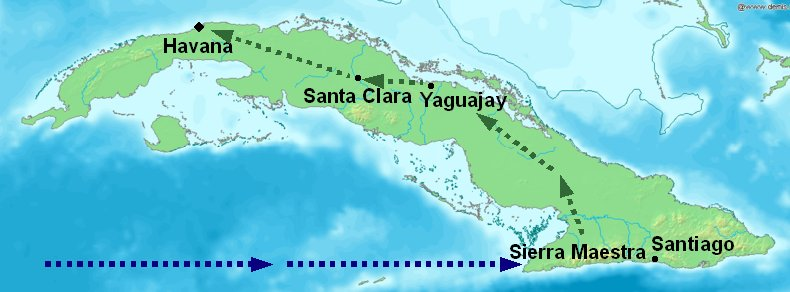
A kubai forradalmárok útja, a Gramna jachttól a Sierra Maestra hegységben létrehozott bázison keresztül a végső támadásig 1958 decemberében.

A kormány egyre brutálisabb eszközökhöz folyamodott uralma fenntartása érdekében. Azonban a Sierra Maestra hegységben Fidel és társai, Frank País, Ramos Latour, Huber Matos és mások, számos sikeres támadást vezettek a Batista-csapatok elszigetelt állásai ellen. Raúl és Che segített Fidelnek megszilárdítania politikai befolyását a felkelők által ellenőrzött területeket, nemritkán a feltételezett Batista-szimpatizánsok vagy Fidel riválisainak kivégzésével. Fidel erői mellett a rosszul felszerelt, irreguláris escopeteros csapatok zaklatták Batista erőit a hegység lábánál elterülő Oriente tartományban. Az escopeteros emellett közvetlenül is támogatták Castro főerőit, mivel biztosították az utánpótlási vonalait és felderítési információkat osztottak meg velük. A harcok eredményeként Castro irányítása alá tudta vonni a Sierra Maestra hegyvidéket.
A fegyveres harcok mellett a felkelők propagandaeszközöket is igénybe vettek - a hegyek között a Radio Rebelde névre keresztelt rádióállomást hoztak létre 1958 februárjában, ami lehetővé tette Fidelnek és társainak, hogy a kubaiak széles rétegéhez eljuttassák üzenetüket. A rádióállomást Carlos Franqui, Fidel egy barátja irányította.
Ebben az időben a felkelők száma igen alacsony maradt, időnként 200 alá csökkent, míg a kubai hadsereg és rendőrség létszáma 30-40 000 közé tehető. Mégis minden alkalommal, amikor a felkelők és a hadsereg katonái összecsaptak, a hadseregnek kellett visszavonulni. 1958. március 14-én az USA fegyverembargót vezetett be Kuba ellen, ami tovább gyöngítette Batista erőit. Elsősorban a kubai légierőt érintette súlyosan az embargó: az amerikai gyártmányú repülőgépeket nem tudták a levegőben tartani amerikai alkatrészek nélkül.
A felkelők sorozatos támadásaira válaszul Batista nagyszabású hadjáratot indított ellenük. A Verano névre keresztelt hadművelet során (a felkelők csak "Támadásnak" - la Ofensiva emlegették) 12 000, jórészt alig kiképzett katonát küldtek a hegyekbe. Az egymást követő összecsapások sorozatában Fidel jól motivált és eltökélt gerillaharcosai vereséget mértek a kubai hadsereg erőire. A La Plata-i csata során, amely 1958. július 11-től július 21-ig tartott, Fidel csapatai egy teljes zászlóaljra vereséget mértek, 240 hadifoglyot ejtettek, miközben csak 3 főt veszítettek. Azonban a háború ezzel még nem ért véget: a Batista-erők a július 29-én vívott Las Mercedes-i csata során majdnem teljesen megsemmisítették Castro még mindig csak kb. 300 főt számláló csapatát. A sokszoros túlerővel szemben Castro augusztus 1-jén ideiglenes tűzszünetet kért, majd a rákövetkező hét nap alatt, a hosszadalmas tárgyalásokat kihasználva, a felkelők szép lassan kiszöktek a csapdából. Augusztus 8-ára az összes felkelő visszamenekült a hegyekbe és a Verano hadművelet a Batista-kormány szempontjából teljes kudarccal ért véget.

## A forradalom utolsó fázisa: 1958 közepe - 1959. január 1.
|  | „az ellenséges katona a kubai példában, amely jelenleg minket foglalkoztat, a diktátor partnere, ő az, aki megkapja az utolsó morzsákat abban a hosszú, nyerészkedésre épülő láncolatban, amelyik a Wall Street-en kezdődik és vele és véget. Hajlik arra, hogy megvédje kiváltságait, de csak olyan mértékben, amennyire ezek fontosak neki. A fizetése és a nyugdíja megér némi szenvedést és veszélyt, de az élete többet ér ennél. Amennyiben a kiváltságok fenntartásának ára a saját élete, akkor jobban jár, ha feladja azokat, vagyis visszavonul a gerillaveszély elől.” |
|  | – Che Guevara, 1958 |

1958. augusztus 21-én, a kormány számára kudarccal végződött Verano hadművelet után a forradalmárok támadásba mentek át. Az Oriente tartományban (nagyjából a mai Santiago de Cuba, Granma, Guantánamo és Holguín tartományok területén) Fidel Castro, Raúl Castro és Juan Almeida Bosque irányították az összehangolt támadásokat. A hegyekből leereszkedő, a kormánycsapatoktól zsákmányolt vagy Kubába csempészett fegyverekkel felszerelt lázadók számos kisebb csatát vívtak és nyertek meg, majd Castro vezetésével jelentős győzelmet arattak Guisa-nál. Ezt követően elfoglaltak számos települést, köztük Maffo, Contramaestre és Central Oriente városokat és fennhatóságuk alá vonták a Cauto síkságot.

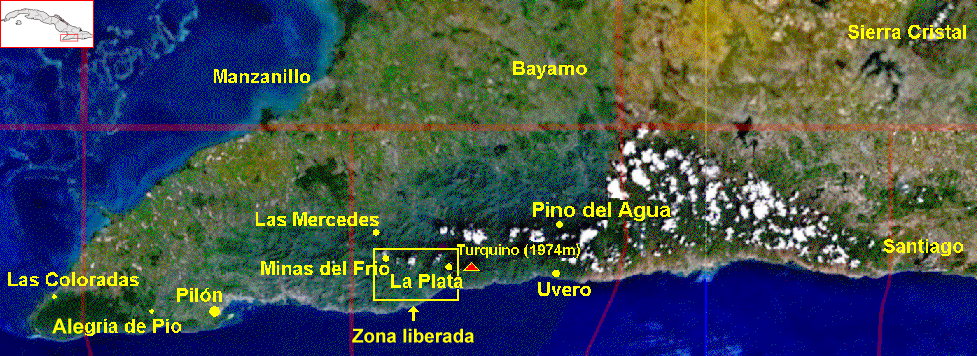
A térkép feltünteti a forradalom főbb helyszíneit a Sierra Maestra hegységben

Eközben a Che Guevara, Camilo Cienfuegos és Jaime Vega parancsnoksága alatt álló három felkelő csoport nyugatra, Santa Clara, a Villa Clara tartomány székhelye felé menetel. A Batista-hadsereg csapdába ejtette és megsemmisítette Jaime Vega menetoszlopát, de a másik két csoport sikeresen elérte a központi tartományokat, ahol több más, Castrotól függetlenül működő felkelőcsoporttal vették fel a kapcsolatot. Amikor Che Guevara csoportja az Escambray hegységen kelt át, feszültség támadt köztük és az élesen antikommunista Március 13. Mozgalom tagjai között, akik szintén hosszú hónapok óta harcolta Batista ellen. Ennek ellenére a felkelők sikeresen egyesítették erőiket és megkezdték támadásukat. A Cienfuegos parancsnoksága alatt álló csoport 1958. december 30-án jelentős győzelmet vívott ki a Yaguajay-i csata során, amiért később a "Yaguajay hőse" nevet kapta.
1958. december 31-én került sor a Santa Clara-i csatára. Santa Clara városát a Che Guevara, Cienfuegos által vezetett forradalmárok, illetve a Rolando Cubela, Juan El Mejicano Abrahantes és William Alexander Morgan vezetése alatt álló Directorio Revolucionario felkelők foglalták el. A vereség hírére Batista pánikba esett, és órákkal később, 1959. január 1-jén Kubából a Dominikai Köztársaságba menekült. William Alexander Morgan a DR felkelők élén tovább harcolt és január 2-án elfoglalta Cienfuegos városát. Amikor értesült Batista távozásáról, Castro azonnal tárgyalásokat kezdett a Santiago de Cuba-i helyőrség megadásáról. Január 2-án a helyőrség parancsnoka, Rubido ezredes, utasítást adott katonáinak, hogy szüntessék be a harcot és Castro csapatai megszállták a várost. Che Guevara és Cienfuegos körülbelül ugyanebben az időben vonultak be győzedelmesen Havannába, miután semmi ellenállással nem találkoztak Santa Clara és Havanna között. Fidel Castro maga január 8-án érkezett meg Havannába, de az általa kiválasztott elnök, Manuel Urrutia Lleó, már január 3-án hivatalba lépett.

## A forradalom után
|  | „A mi forradalmunk minden amerikai vagyont veszélybe sodort Latin-Amerikában. Arra biztatjuk ezeket az országokat, hogy csinálják meg a saját forradalmukat.” |
|  | – Che Guevara, 1962 októbere |

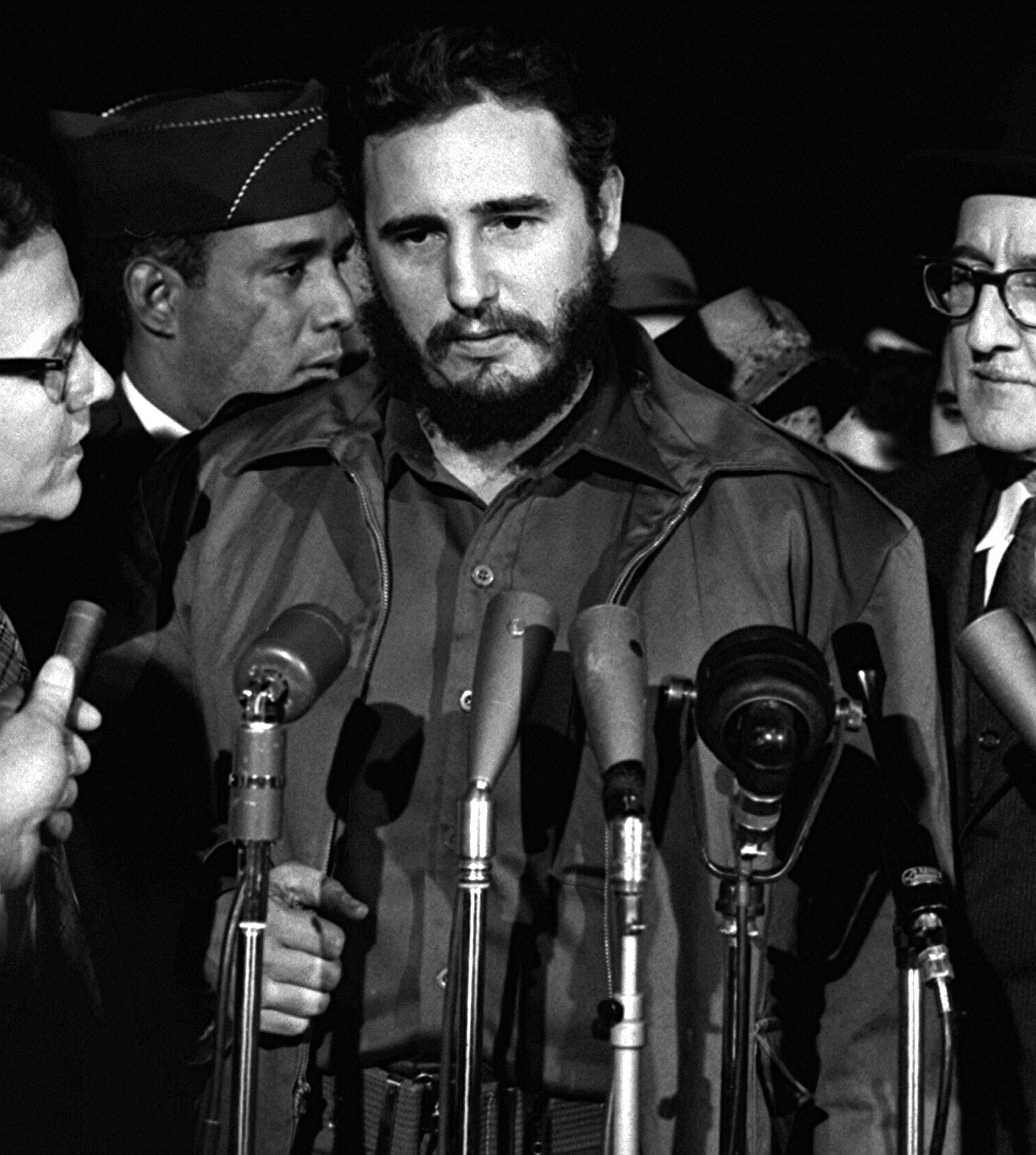
Fidel Castro 1959-ben Washingtonban

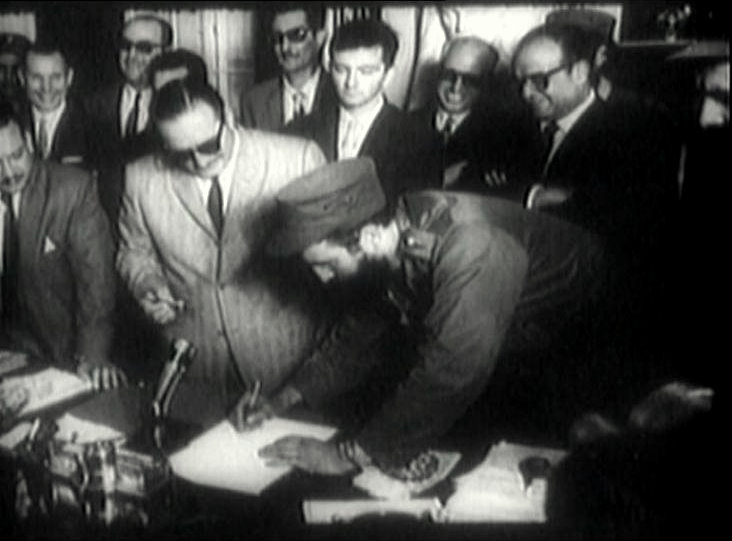
Fidel Castro első alkalommal ír alá mint Kuba miniszterelnöke. 1959. február 13.

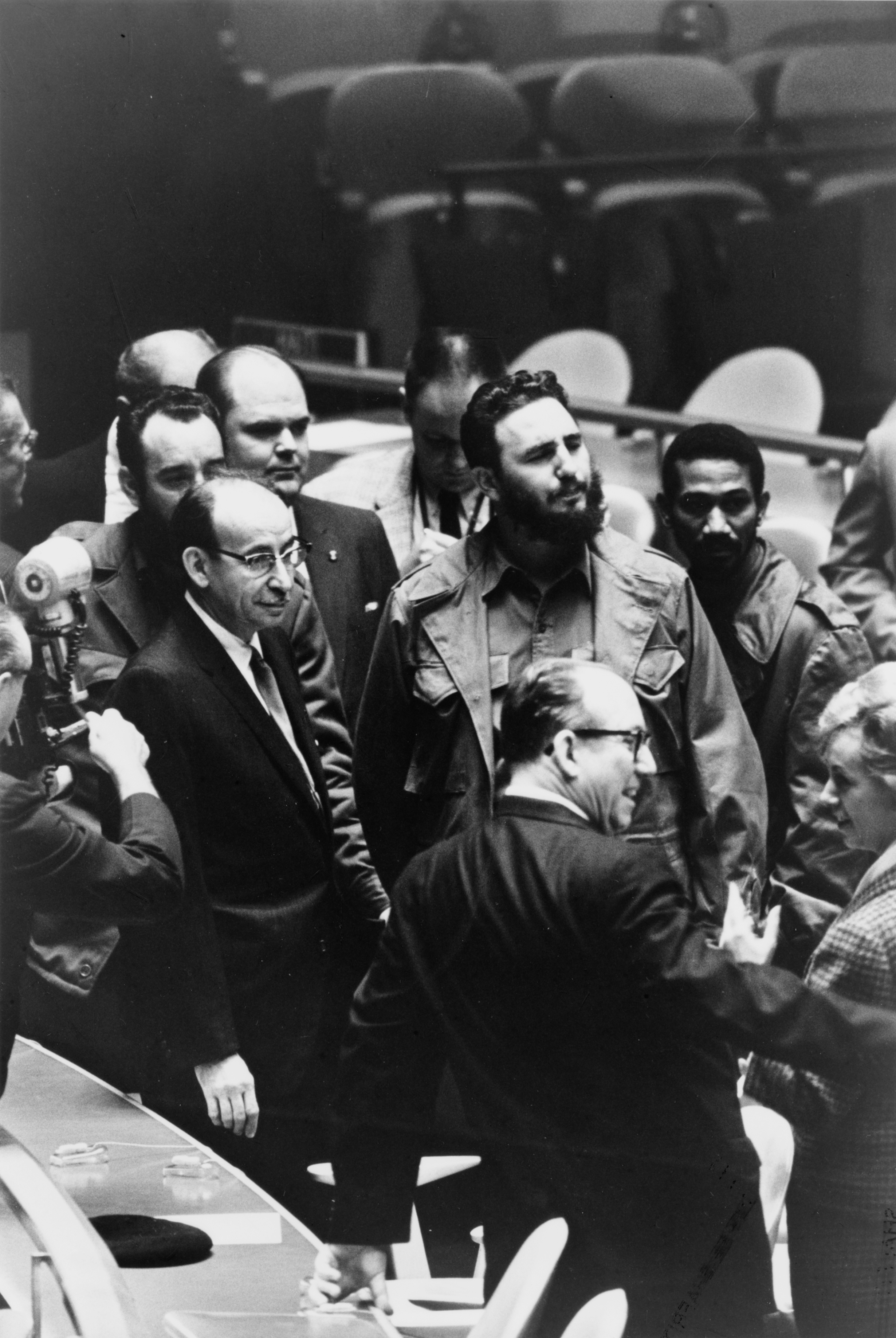
Fidel immár mint Kuba elnöke az Egyesült Nemzetek székházában, 1960. szeptember 22.

1959-ben Castro, aki még februárban az ország miniszterelnöke lett, az Egyesült Államokba utazott, hogy megnyugtassa a kommunista hatalomátvételtől tartó amerikai közvéleményt és a kormányt. Ekkor azt nyilatkozta: "Tudom, hogy a világ mit gondol rólunk, hogy kommunisták vagyunk és természetesen én már világosan, nagyon világosan megmondtam, hogy nem vagyunk kommunisták."
A megnyugtatónak szánt nyilatkozatok ellenére több száz korábbi ügynököt, katonát, rendőrt fogtak el és állítottak nyilvános tárgyalás elé háborús bűnök és emberi jogok megsértésének vádjával. A forradalmi törvényszékek előtt perbe fogott vádlottak többségét bűnösnek találták és kivégzőosztag általi halálra ítélték. A többiek általában hosszú börtönbüntetést kaptak. Az egyik legnagyobb vérengzés éppen Raúl Castro nevéhez fűződik, aki Santiago de Cuba elfoglalása után kivégeztetett 70 foglyul ejtett katonát. Che Guevarát Havannában megtették a hírhedt La Cabaña-erőd parancsnokának. Fidel ezzel próbálta biztosítani, hogy a rendőrségből és a hadseregből kigyomlálják az előző rendszerhez hű és az új rendszer potenciális ellenfeleinek számító egyéneket. Egyeseket csak elbocsátottak a szolgálatból, míg néhány magasabb rangú tisztet "száműzetésbe" küldtek, vagyis katonai attasénak nevezték ki őket.

### Államosítás és reformok
A forradalom előtt Kubában a mezőgazdasági művelésbe vonható földterület kb. 75%-át külföldi (túlnyomó részt amerikai) cégek és magánszemélyek birtokolták. Az új kormány egyik első lépése - a nyomorúságos körülmények között élő földművelők megsegítése érdekében - volt a földreform bevezetése: minden 1000 hektárnál nagyobb birtokot államosítottak és ezeket felosztották termelőszövekezetek között. Az intézkedés végrehajtásával megbízott Sori Marin commandante ellenezte a lépést és távozott Havannából, de végül elfogták és kivégezték.
1959 februárjában hozták létre az Elsikkasztott Vagyon Visszaszerzéséért Felelős Minisztériumot (Ministerio de Recuperación de Bienes Malversados), amelynek feladata az előző rezsim alatt felhalmozott vagyonok államosítása volt. 1959. május 17-én született meg a földreformot lehetővé tévő törvény, amelynek égisze alatt a minisztérium elkezdte kisajátítani a földeket és más vagyontárgyakat. A kormány bármilyen méretű gazdaságot kisajátíthatott (és gyakran ki is sajátított), míg a felső- és középosztály által birtokolt cégeket, vállalkozásokat és földeket államosították (beleértve a Fidel családja által birtokolt ültetvényeket is). 1960 végére a kormány több mint 25 milliárd dollár értékű, korában kubai kézben lévő vagyont államosított.
Ezek mellett a kubai kormány 1960. augusztus 6-án hivatalosan is államosított minden külföldi, különösen amerikai kézen lévő birtokot. Az Egyesült Államok válaszul befagyasztotta a kubai kormány számláit, megszakította a diplomáciai kapcsolatokat Kubával, és a korábbinál is szigorúbb embargót vezetett be Kuba ellen, amely a mai napig érvényben van. Az amerikai kormány lépéseire válaszul Kuba a Szovjetunióhoz fordult segítségért.

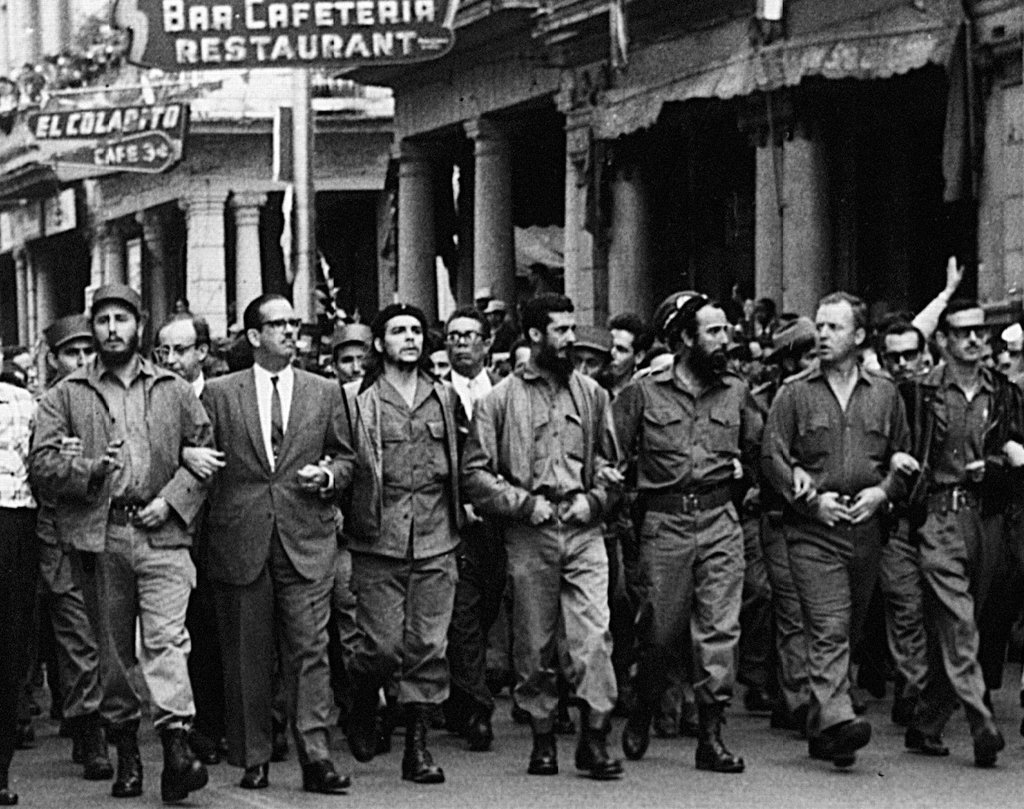
Castro és Che Guevara egy havannai felvonuláson 1960 márciusában

1961-ben a kubai kormány államosította az egyházak minden vagyonát, beleértve az országban domináns római katolikus egyházat. Az új állam hivatalosan is megszakított minden kapcsolatot az egyházzal és több száz papot, köztük egy püspököt, utasítottak ki az országból. Az oktatási rendszerben is mélyreható változások indultak: a magániskolákat betiltották és egyre nagyobb szerepet kaptak az államilag finanszírozott, vezetett és felügyelt iskolák.
A forradalom győzelme után hamarosan Fidel nekilátott a forradalmi milícia megszervezésének, ami tovább növelte befolyását a korábbi felkelők és a kubai népesség körében. Emellett létrehozta a Comités de Defensa de la Revolución néven ismert forradalmi bizottságokat, amelyek feladata az ellenforradalmi tevékenységek leleplezése volt. A gyakorlatban a CDR-ek tagjai a környéken élőket figyelték meg, feljegyezték szokásaikat, külföldiekkel fenntartott kapcsolataikat, tanulmányaikat és munkáikat és bármilyen "gyanús" tevékenységet. A száműzetésbe kényszerült író, Reinaldo Arenas tapasztalatait Antes Que Anochezca ("Mielőtt leszáll az éj") című önéletrajzában írta meg, amely a hasonló című film alapjául szolgált.
A tisztogatás elérte a Batista ellen küzdő, de nem-marxista felkelőket is, sokukat kivégezték, sokan száműzetésbe kényszerültek, egyesek kudarcba fulladt felkelésekben haltak meg.

### A Kubai Kommunista Párt megalakítása
1961-ben Fidel beolvasztotta a Blas Roca által vezetett Népi Szocialista Pártot és a Faure Chomón által vezetett Directorio Revolucionario-t a Július 26. Mozgalomba, az új politikai szervezet neve Integrált Forradalmi Szervezet (Organizaciones Revolucionarias Integradas, ORI) lett. 1962. március 26-án az ORI a Kubai Szocialista Forradalom Egyesült Pártja (Partido Unido de la Revolución Socialista de Cuba, PURSC) nevet vette fel. Utóbbiból alakult meg 1963. október 3-án a Kubai Kommunista Párt (Partido Communista de Cuba, PCC), Fidel Castróval a főtitkári poszton.

## Ellenforradalom

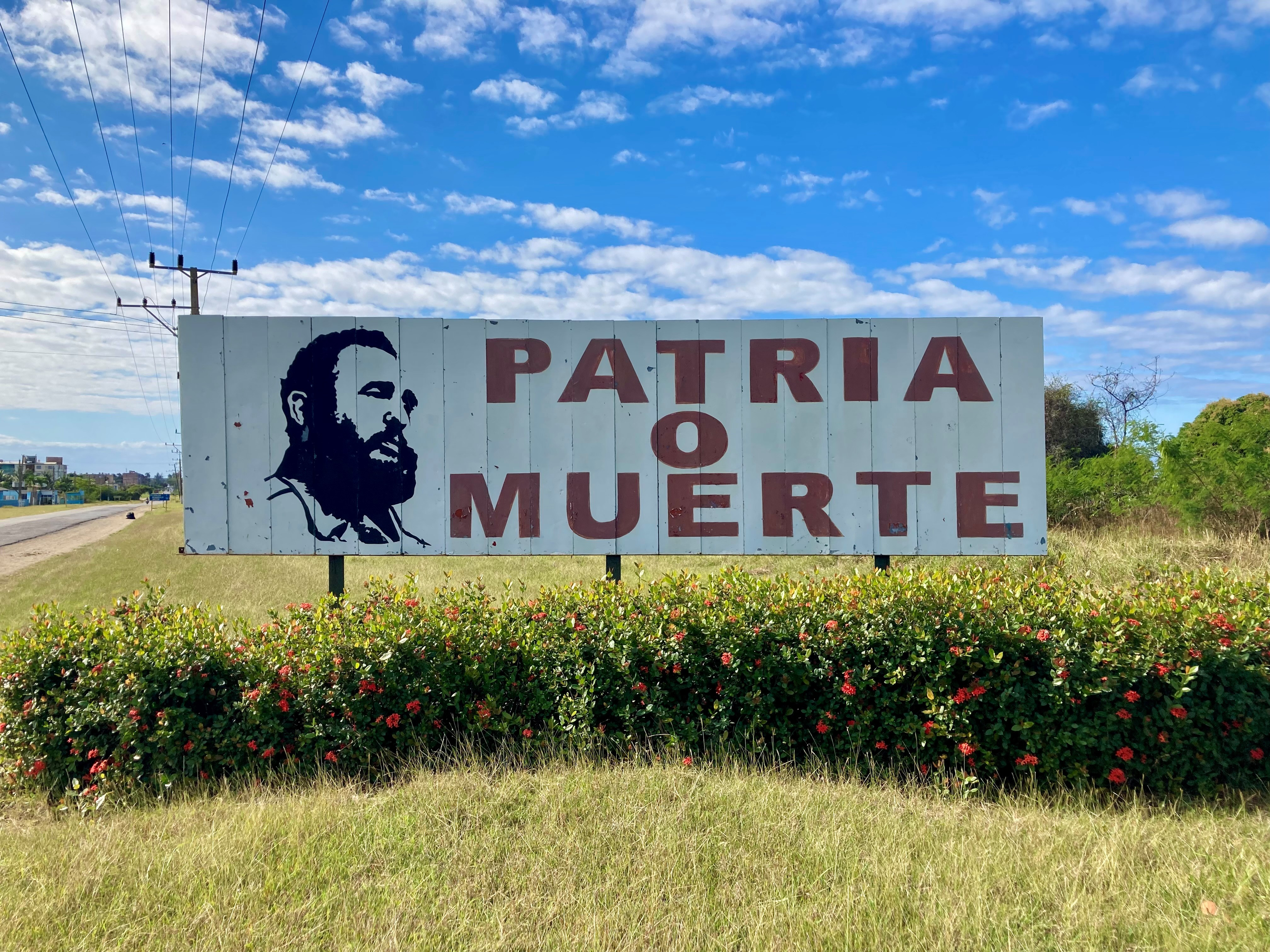
Haza vagy halál - Kommunista propaganda a 2020-as években

Castro és társai hatalomátvétele után számos kiábrándult Batista-ellenes felkelő, a volt rendszer támogatói és kubai parasztok (campesinos) menekültek Kuba Las Villas tartományába, ahol 1960 után szervezett antikommunista ellenállás bontakozott ki. Az Escambray hegységben megtelepedett ellenállók (Alzados) számos kétségbeesett, de sikertelen kísérletet tettek a kormány megdöntésére, ezek közül a legismertebb az 1961-es, az Egyesült Államok által szervezett és finanszírozott Disznó-öbölbeli invázió. Az 1962-es kubai rakétaválság után az USA ígéretet tett arra, hogy nem tesz kísérletet Kuba megszállására és az ígérettel összhangban megvonta támogatását az Alzadostól. Ez lényegében a mozgalom végét jelentette, bár csak 1965-ben sikerült teljesen felszámolni a mozgalmat. A Castro-kormány "banditaháború" néven emlegette a konfliktust.

## Fordítás
- Ez a szócikk részben vagy egészben  a   Cuban Revolution című angol Wikipédia-szócikk ezen változatának fordításán alapul.  Az eredeti cikk szerkesztőit annak laptörténete sorolja fel. Ez a jelzés csupán a megfogalmazás eredetét és a szerzői jogokat jelzi, nem szolgál a cikkben szereplő információk forrásmegjelöléseként.

## Ajánlott irodalom
- Castro and the Cuban Revolution,  by Thomas M. Leonard, Greenwood Press, 1999, ISBN 0-313-29979-X
- Cuban Revolution Reader: A Documentary History of Key Moments in Fidel Castro's Revolution,  by Julio García Luis, Ocean Press, 2008, ISBN 1-920888-89-6
- Dynamics of the Cuban Revolution: A Marxist Appreciation,  by Joseph Hansen, Pathfinder Press, 1994, ISBN 0-87348-559-9
- Havana Nocturne: How the Mob Owned Cuba and Then Lost It to the Revolution,  by T. J. English, William Morrow, 2008, ISBN 0-06-114771-0
- Inside the Cuban Revolution: Fidel Castro and the Urban Underground,  by Julia E. Sweig, Harvard University Press, 2004, ISBN 0-674-01612-2
- Cuba in Revolution - Escape from a Lost Paradise,  by Miguel A. Faria, Hacienda Publishing, 2002, ISBN 0-9641077-3-2 http://www.haciendapublishing.com
- Latin America in the Era of the Cuban Revolution,  by Thomas C. Wright, Praeger Paperback, 2000, ISBN 0-275-96706-9
- The Cuban Revolution: Origins, Course, and Legacy,  by Marifeli Perez-Stable, Oxford University Press, 1998, ISBN 0-19-512749-8
- The Cuban Revolution: Past, Present and Future Perspectives,  by Geraldine Lievesley, Palgrave Macmillan, 2004, ISBN 0-333-96853-0
- The Cuban Revolution: Years of Promise,  by Teo A. Babun, University Press of Florida, 2005, ISBN 0-8130-2860-4
- The Moncada Attack: Birth of the Cuban Revolution,  by Antonio Rafael De LA Cova, University of South Carolina Press, 2007, ISBN 1-57003-672-1
- The Origins of the Cuban Revolution Reconsidered,  by Samuel Farber, The University of North Carolina Press, 2006, ISBN 0-8078-5673-8
- The United States and the Origins of the Cuban Revolution,  by Jules R. Benjamin, Princeton University Press, 1992, ISBN 0-691-02536-3